# Franz Schulze (Jurist)
Franz Schulze (* 16. September 1870 in Chemnitz als Franz Klemens Bernhard Schulze; † nach 1935) war ein deutscher Verwaltungsjurist. Er war Amtshauptmann in Oelsnitz i. V. und Dresden und zuletzt Präsident des Landesarbeitsamtes Sachsen.

## Leben und Wirken
Er war der Sohn des gleichnamigen Direktors der Chemnitzer städtischen Gaswerke. Nach dem Schulabschluss studierte er Rechts- und Staatswissenschaften an den Universitäten Freiburg in Breisgau und Leipzig. Danach trat er in den sächsischen Staatsdienst ein. Von 1913 bis 1919 war er Amtshauptmann in Oelsnitz i. V. und von 1919 bis 1927 Amtshauptmann in der Landeshauptstadt Dresden.
Ende 1927 wurde Schulze zum Präsidenten des Landesarbeitsamtes Sachsen berufen. Mit dieser Stellung lag der Aufbau der Arbeitsämter Sachsens in seiner Hand. Dabei wies er alle ihm in Sachsen unterstehenden Arbeitsämter an, zukünftig durch Umschulung und Berufsberatung mehr Männer in Frauenberufe umzulenken. Dem von ihm geleiteten Landesarbeitsamt in Dresden unterstanden im Deutschen Reich die meisten Arbeitsämter.
Aufgrund des Erreichens der Altersgrenze schied er am 31. Dezember 1935 aus dem Präsidentenamt aus und ging in Pension. Der  Ministerialrat Johannes Hardraht von der Vertretung Sachsens beim Deutschen Reich wurde mit Wirkung vom 1. Januar 1936 durch Adolf Hitler zum neuen Präsidenten des Landesarbeitsamtes Sachsen ernannt.